# Eine blassblaue Frauenschrift
Eine blassblaue Frauenschrift ist der Titel einer 1940 in Sanary-sur-Mer und Lourdes entstandenen und 1941 in Argentinien veröffentlichten Erzählung des österreichischen Schriftstellers Franz Werfel.
Sie ist die Geschichte über den Verrat einer Liebe, das Psychogramm eines Opportunisten und ein zeitgeschichtliches Dokument über den latenten Antisemitismus in der Ersten Republik Österreichs.

## Inhalt
Im Österreich des Jahres 1936 blickt kaum zwei Jahre vor dem „Anschluss“ an das Deutsche Reich unter Hitler der 50-jährige Leonidas stolz auf sein bisheriges Leben zurück. Sein Vater war ein armer Gymnasiallehrer; ihn selbst, einen studierten Juristen, erwartete eine ähnlich karge Zukunft. Als gut aussehender, talentierter und gewandter junger Mann, der im ererbten Frack gesellschaftlich eine hervorragende Figur machte, ist er durch die Heirat mit der bildhübschen Millionenerbin Amelie Paradini in die höchsten Kreise Wiens aufgestiegen. Mittlerweile gehört der Sektionschef im Unterrichtsministerium zur politischen Elite des Landes.
Zu seinem 50. Geburtstag erhält er neben vielen anderen Gratulationen einen handschriftlich verfassten Brief, der mit blassblauer Tinte geschrieben ist. Er erkennt die Handschrift der Jüdin Vera Wormser, der Liebe seines Lebens. Kennengelernt hatte er die damals noch jugendliche Vera in seiner Studienzeit als Hauslehrer ihres älteren Bruders. Ein Wiedersehen Jahre später in Heidelberg – im Frühstadium seiner Ehe mit Amelie – mündete in eine kurze, aber heftige Liebesaffäre. Danach brach er die Verbindung mit einem falschen Rückkehrversprechen ab und genoss weiter sein privilegiertes Leben. Nun, 18 Jahre später, schreibt Vera, die sich gerade in Wien aufhält, höflich und formal, dass ein „begabter, junger Mann von 17 Jahren“ in Deutschland „aus bekannten Gründen“ nicht mehr das Gymnasium besuchen könne. Sie bittet „den Herrn Sektionschef“ darum, ihm einen Platz in einer guten Schule in Wien zu verschaffen.
Leonidas ist wie vom Donner gerührt, da er den Eindruck hat, es handele sich unausgesprochen um ihren gemeinsamen Sohn. Er liest den Brief heimlich, um den neugierigen Blicken seiner Ehefrau zu entgehen. Er erinnert sich an Vera, ihre kurze, aber sehr innige Beziehung und vor allem an seine Lügen über eine gemeinsame Zukunft – und sein schlechtes Gewissen erwacht. In einer imaginierten Gerichtsverhandlung versucht er sich innerlich für seine Treulosigkeit zu rechtfertigen, was ihm jedoch nicht gelingt. Für einen kurzen Moment spielt er sogar mit dem Gedanken, sein Leben völlig umzukrempeln und mit Vera an seiner Seite neu zu beginnen.
Er möchte mutig sein, sich zu seiner Liebe und seinem „in hohem Maße israelitischen“ Sohn bekennen. Bei einer Kabinettsrunde gefährdet der ansonsten opportunistische Beamte sogar seine berufliche Stellung, als er sich, gegen den Geist der Zeit, für einen jüdischen Universitätsprofessor einsetzt.
In der Mittagspause wendet sich jedoch das Blatt: Leonidas kommt nach Hause in die Hietzinger Villa und wird von seiner Frau, die ihn der Untreue verdächtigt, auf den Brief angesprochen. Er gibt ihn ihr; sie erkennt den Sinn zwischen den Zeilen nicht und entschuldigt sich unter Tränen für ihre Eifersucht. Nun wäre der Moment für ein Geständnis gekommen, doch er lässt ihn verstreichen, weniger aus Feigheit als aus Bequemlichkeit.
Als sich bei einem anschließenden Treffen mit Vera im Parkhotel Schönbrunn auch noch aufklärt, dass dieser 17-Jährige gar nicht sein Sohn ist, sondern der einer Freundin Veras, flüchtet sich Leonidas wieder vollends in seine aalglatte Angepasstheit, lässt den jüdischen Gelehrten fallen und wird sein selbstzufriedenes, routiniertes Leben weiterführen wie vor diesem Tag. Jedoch hat er erfahren, dass er mit Vera tatsächlich einen Sohn hatte, der unglücklicherweise im Alter von zwei Jahren gestorben ist. Veras Brief mit der Mitteilung darüber hatte er seinerzeit ungelesen zerrissen.
Am gleichen Abend sitzt Leonidas (in der letzten Szene dieser Erzählung) mit Amelie in einer Loge der Staatsoper (aufgeführt wird Der Rosenkavalier von Richard Strauss und Hugo von Hofmannsthal) und schläft dabei ein. Während er … schläft, weiß Leonidas mit unaussprechlicher Klarheit, daß heute ein Angebot zur Rettung an ihn ergangen ist, dunkel, halblaut, unbestimmt, wie alle Angebote dieser Art. Er weiß, dass er daran gescheitert ist. Er weiß, daß ein neues Angebot nicht wieder erfolgen wird.

## Verfilmung
Die Erzählung wurde 1984 von Axel Corti als Eine blassblaue Frauenschrift (mit Friedrich von Thun in der Hauptrolle) verfilmt. Der TV-Film wurde mehrfach ausgezeichnet.

### Ausgaben
- Franz Werfel: Eine blassblaue Frauenschrift. Buenos Aires: Editorial Estrellas, 1941.
- Franz Werfel: Eine blassblaue Frauenschrift. Mit einem Nachw. von Friedrich Heer. Frankfurt a. M.: S. Fischer, 1977. (Fischer-Bibliothek.)
- Franz Werfel: Eine blaßblaue Frauenschrift, Fischer (Tb.), Frankfurt 1990, ISBN 3-596-29308-1
- Franz Werfel: Eine blassblaue Frauenschrift. Kommentierte Ausgabe. Hrsg. von Werner Bellmann. Nachw. von Michael Scheffel. Stuttgart: Reclam, 2017. (Reclams Universal-Bibliothek. Nr. 19166) ISBN 978-3-15-019166-8
- Franz Werfel, Martin Benrath: Eine blaßblaue Frauenschrift, Hörbuch (3 CDs), L&M 2000, ISBN 3-89849-637-6

### Forschungsliteratur
- Palaver, Wolfgang: Gnade und Schuld in Franz Werfels Roman „Eine blassblaue Frauenschrift“. In: Religion – Literatur – Künste. Ein Dialog. Hrsg. von Peter Tschuggnall. Salzburg 2002. S. 202–216.
- Pape, Matthias: „Depression über Österreich“. Franz Werfels Novelle „Eine blaßblaue Frauenschrift“ (1940) im kulturellen Gedächtnis Österreichs. In: Literaturwissenschaftliches Jahrbuch 45 (2004) S. 141–178.
- Pfanner, Helmut: Zweimalige Vergangenheitsbewältigung: Franz Werfels Novelle „Eine blaßblaue Frauenschrift“ und ihre Verfilmung durch Axel Corti. In: Literatur für Leser 26 (2003) Heft 1. S. 28–36.
- Florian Trabert / Mara Stuhlfauth-Trabert: Franz Werfel „Eine blaßblaue Frauenschrift“ (1941). In: Die deutsche Exilliteratur 1933 bis 1945. Perspektiven und Deutungen. Hrsg. von Sonja Klein und Sikander Singh. Darmstadt 2015, S. 136–151.
- Wagener, Hans: Gericht über eine Lebenslüge. Zu Franz Werfels „Eine blaßblaue Frauenschrift“. In: brücken. Germanistisches Jahrb. Tschechien – Slowakei. N. F. 3 (1995) S. 191–208.
- Wagner, Michael: Literatur und nationale Identität. Österreichbewußtsein bei Franz Werfel. Wien 2009. [ebd. S. 303–318.]
- Weber, Alfons: Problemkonstanz und Identität. Sozialpsychologische Studien zu Franz Werfels Biographie und Werk – unter besonderer Berücksichtigung der Exilerzählungen. Frankfurt a. M. 1990. [ebd. S. 44–61.]